# Károly Schilberszky

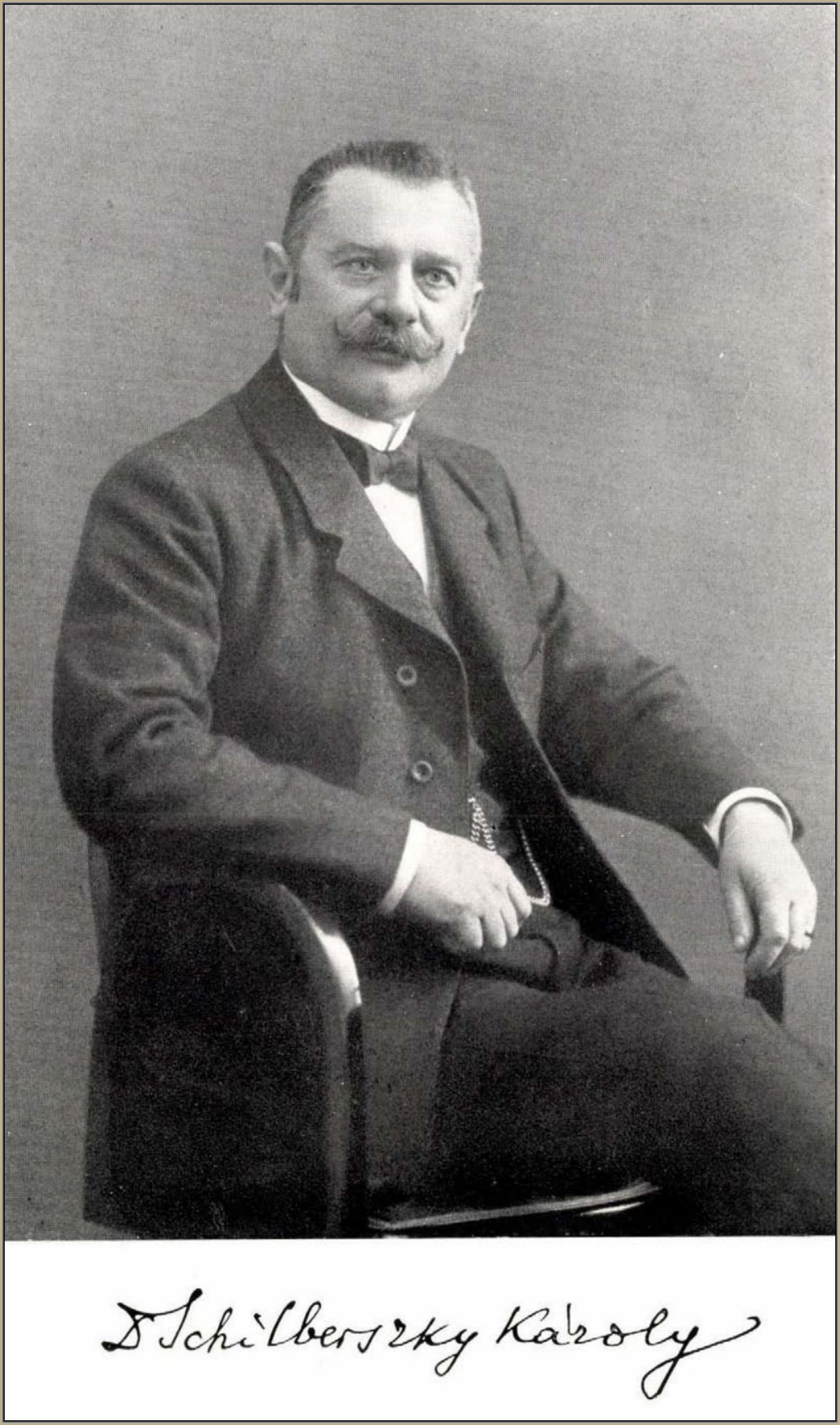
Károly Schilberszky

Károly Schilberszky (* 26. November 1863 in Buda; † 10. September 1935 in Budapest) war ein ungarischer Botaniker, Pflanzenpathologe und Hochschullehrer. Er gilt als einer der Begründer der Pflanzenpathologie in Ungarn. Sein botanisches Kürzel lautet Schilb..

## Leben
Nach einem Studium in Budapest arbeitete Schilberszky ein Jahr lang bei der Königlich Ungarischen Saatgutprüfstelle, bevor er 1888 Assistent bei Lajos Jurányi am botanischen Institut der Universität Budapest wurde. Ab 1894 unterrichtete er an der Königlichen Gartenbauschule und setzte sich für die Eingliederung dieser Schule in die Universität ein. Seine pädagogische Tätigkeit fand große Anerkennung, als er 1900 auf der Weltausstellung in Paris für seine mykologischen und botanischen Präparate, Zeichnungen und wissenschaftlichen Veröffentlichungen mit einer Goldmedaille ausgezeichnet wurde. 1904 wurde er Assistenzprofessor an der Universität und lehrte dort Pflanzenpathologie. Daneben war er Mitherausgeber mehrerer Fachzeitschriften. Im Jahr 1919 wurde ihm vom Landwirtschaftsminister für seine Verdienste ein staatliches Ehrendiplom für Gartenbau verliehen. Ab 1923 arbeitete er an der landwirtschaftlichen Fakultät der Universität und ging 1934 in den Ruhestand.
Forschungsschwerpunkte seiner Arbeit waren Pilzkrankheiten bei Kartoffeln, Getreide und Obstbäumen. Zu seinen wichtigsten Entdeckungen zählt die Identifizierung des Pilzes Synchytrium endobioticum, der eine Kartoffelkrankheit hervorruft.

## Werke (Auswahl)
- Agas-kalászú rozs. In: Természettudományi Közlöny. Heft 298, Budapest 1894, S. 322–328.
- Monographie de la horticulture en hongrie – pour l'exposition universelle de 1900 à Paris. Athenaeum, Budapest 1900.
- Növénytan. Athenaeum, Budapest 1901.
- Gyógyszerismeret. Athenaeum, Budapest 1902.
- A burgonyavész gombájának ökológiája. Wodianer, Budapest 1928.
- Die Gesamtbiologie des Kartoffel-Krebses. Datterer & Cie, Freising 1930.
- A csonthéjas-termésű gyümölcsfák gutaütésének okairól. Pallas, Budapest, 1934.